# Theodore Dreiser

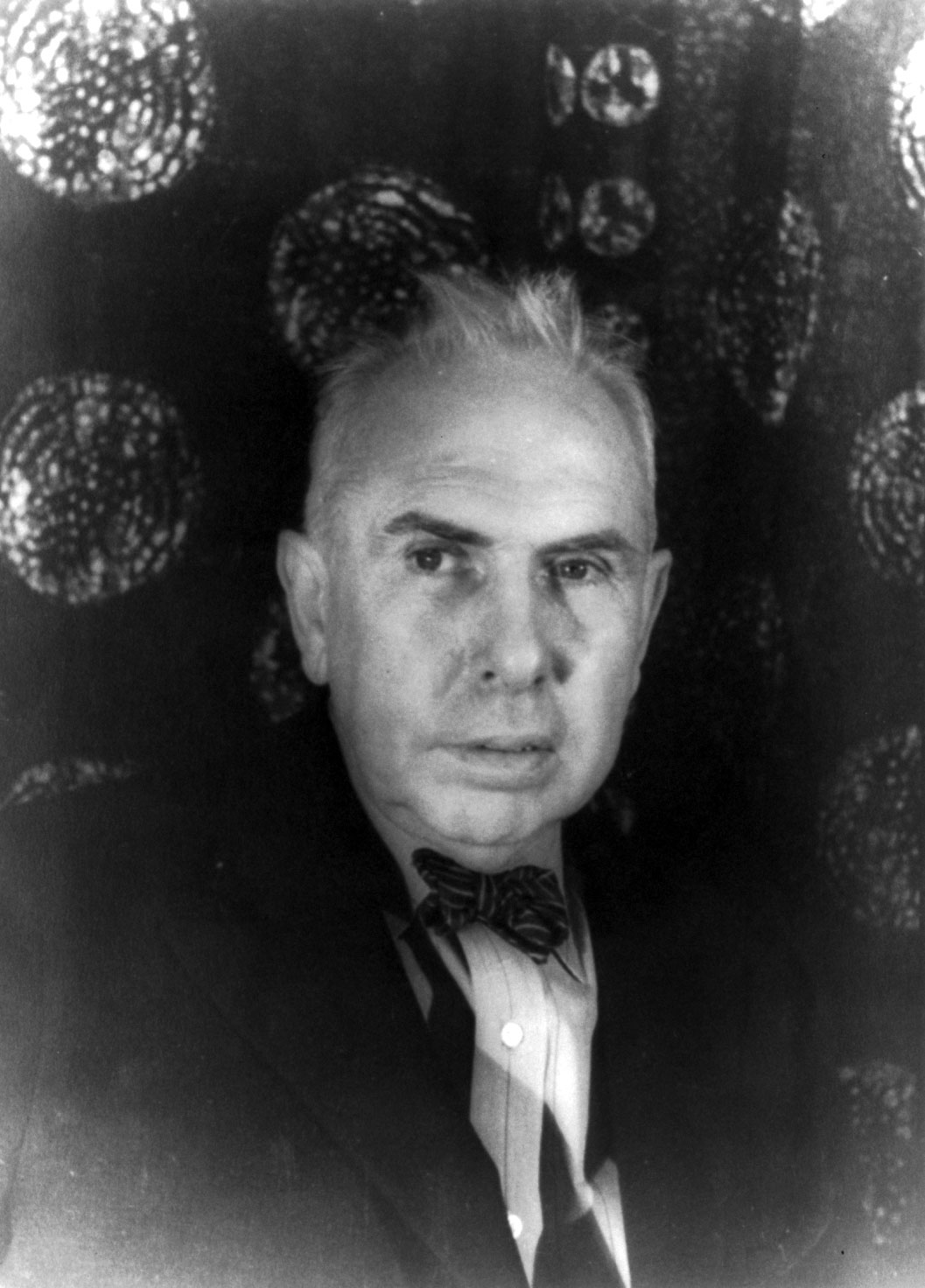
Theodore Dreiser, gefotografeerd door Carl van Vechten, 1933

Theodore Herman Albert Dreiser (Terre Haute, Indiana, 27 augustus 1871 - Los Angeles, 28 december 1945) was een Amerikaans schrijver en journalist.

## Leven
Dreiser werd geboren als twaalfde kind van een Duitse immigrant en een moeder uit een Mennonieten-familie en werd katholiek gedoopt. Hij kende een armoedige jeugd. Na een afgebroken studie aan de Universiteit van Indiana werkte hij een tijd als losse arbeider om vervolgens journalist te worden. In 1893 huwde hij Sarah White, van wie hij vanaf 1909 gescheiden leefde. Dreiser kocht een ticket voor het wereldberoemde schip, Titanic. Hij annuleerde echter zijn ticket omdat zijn uitgever het schip niet vertrouwde en hem vroeg een ander schip te nemen. Daardoor is hij hoogstwaarschijnlijk aan een vreselijke dood ontsnapt

## Politiek engagement
Dreiser stond bekend om zijn politieke engagement. Hij was overtuigd socialist en na een lange reis door de Sovjet-Unie in 1927 sloot hij zich zelfs aan bij de Amerikaanse communistische partij. Hij schreef tal van artikelen en non-fictie over politieke onderwerpen, waaronder, na zijn Rusland-reis, het bekende Dreiser looks at Russia. Hij nam deel aan tal van sociale campagnes en ageerde fel tegen de executie van Sacco en Vanzetti, de uitwijzing van Emma Goldman en de veroordeling van vakbondsleider Thomas Mooney.

## Literair werk
Als literator staat Dreiser te boek als een van de belangrijkste vertegenwoordigers van het Amerikaanse naturalisme, samen met Stephen Crane en Frank Norris. In een soms wat onbeholpen, moeizame stijl schildert Dreiser op vaak afstandelijke wijze maar met groot psychologisch inlevingsvermogen de ondergang van de mens in de grootstad. Belangrijke thema’s in zijn werk zijn seksualiteit, geld, macht en (daarmee) misdaad. Alleen de sterkste overleeft in Dreisers wereldbeeld.
Bekende werken van Dreiser zijn Sister Carrie (1900, over een vrouw die van het platteland naar de grote stad trekt), Jennie Gerhardt (1911, over een gevallen vrouw), de Cowperwood-Trilogie (The Financier, 1912; The Titan, 1914 en The Stoic, 1947) over de industriële magnaat Charles Tyson Yerkes en de kunstenaarsroman The Genius (1915).

### Een Amerikaanse tragedie
De bekendste roman van Dreiser is ongetwijfeld An American tragedy (Een Amerikaanse tragedie, 1925), die ook meerdere malen werd verfilmd. Het is een op ware gebeurtenissen gebaseerde roman over Chester Gilette die in 1906 werd beschuldigd van moord op Grace Brown. Het boek beschrijft het leven van Clyde Griffiths (Gilette) vanaf zijn twaalfde jaar: de jongen droomt van rijkdom, maar wil maar niet slagen. Als een rijke oom hem vraagt in zijn fabriek te komen werken, raakt hij verdeeld tussen twee werelden: die van zijn rijke familieleden en die van de werkende klasse in de fabriek. Beide werelden worden gesymboliseerd door twee vrouwen: het fabrieksmeisje Roberta Alden en de rijke Sondra Finchley. Juist als hij geaccepteerd begint te raken in het leefmilieu van zijn oom, vertelt Roberta hem dat zij zwanger is van hem. Gilette ziet zijn situatie vervolgens zo hopeloos in dat hij besluit om haar uit de weg te ruimen. Uiteindelijk wordt hij veroordeeld en ter dood gebracht. Dreisers boodschap is echter dat niet zozeer Gilette maar de Amerikaanse samenleving schuldig is; deze heeft Gilette op systematische wijze op zijn daad voorbereid: hij wordt slachtoffer van ‘The American dream’.